# Hereweg 118 (Groningen)
Het pand Hereweg 118 in de stad Groningen is een herenhuis in overgangsarchitectuur met Berlagiaanse elementen, dat is aangewezen als gemeentelijk monument.

## Beschrijving

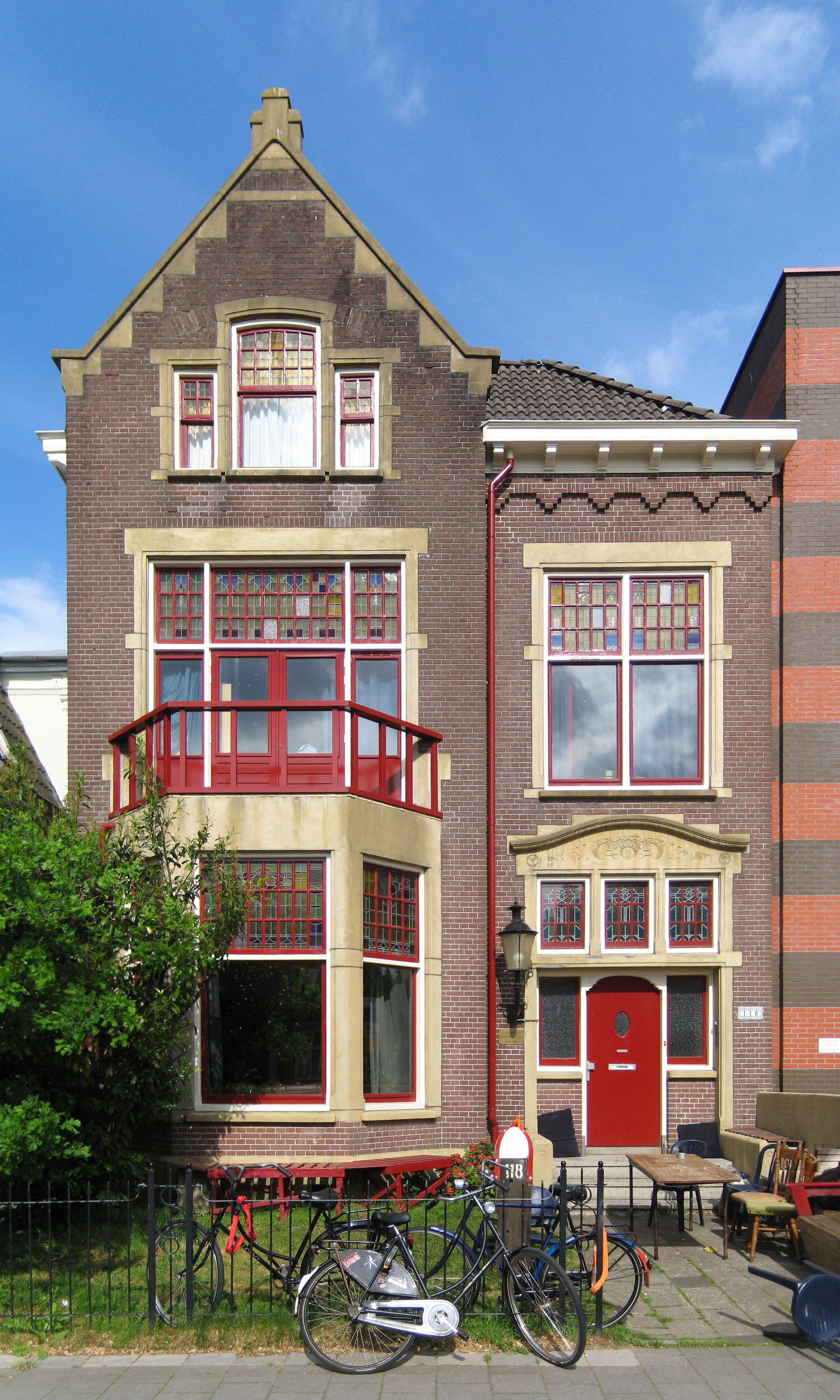
Het pand Hereweg 118 in 2011

Het herenhuis, dat aan de oostzijde van de Hereweg tegenover de Zuiderbegraafplaats staat, werd gebouwd in 1914 in opdracht van de fabrikant T.H. Koning naar een ontwerp van de Groninger architect Gerrit Nijhuis (1860-1940). Het nam de plaats in van een datzelfde jaar gesloopte achttiende-eeuwse boerderij, wat nog te zien is aan het feit dat de rooilijn van het pand terugwijkt ten opzichte van de straat. Ook is volgens de bouwtekeningen in de zuidelijke zijgevel en in de kelder aan de achterzijde muurwerk van de boerderij verwerkt. Het pand, dat sinds 1953 een studentenhuis is, was oorspronkelijk vrijstaand, maar werd in 1988-'90 aan de zuidzijde ingebouwd door een kantoorgebouw. Het is gebouwd op een rechthoekig grondplan en telt twee bouwlagen. Het pand heeft een samengesteld dak, dat bestaat uit een evenwijdig aan de straat geplaatst schilddak en een haaks daarop aansluitend zadeldak, die allebei zijn belegd met sneldekkers.
De twee traveeën brede voorgevel is opgetrokken uit roodbruine baksteen boven een plint van kunstzandsteen. De gevelopeningen, die met hetzelfde materiaal zijn omlijst, zijn alle rechtgesloten en voorzien van bovenlichten met een fijnmazige roedenverdeling, waarin gekleurd glas in lood is geplaatst. De linkertravee, die enigszins risaleert, heeft de vorm van een topgevel. Op de begane grond is hierin een driezijdige erker aangebracht, waarboven op de eerste verdieping een balkon met openslaande deuren, zij- en bovenlichten is geplaatst. Het hekwerk van het balkon is in latere jaren vernieuwd. Boven in de topgevel zit een driedelig venster, dat een door een segmentboog gesloten hoog middenraam en twee kleinere rechthoekige zijvensters heeft. De top is voorzien van vlechtingen, afdekplaten en een ornament, alle vervaardigd uit kunstzandsteen. In de rechtertravee bevindt zich de ingangspartij van het pand. Voor de bewerkte houten voordeur, die niet origineel is en aan de bovenzijde is voorzien van afgeronde hoeken, ligt een betonnen stoep van drie treden. Ter weerszijden van de deur zijn zijramen aangebracht. Daarboven bevindt zich een driedelig bovenlicht, waarvan de roeden van de glas-in-loodramen zijn vervangen door kunststof. De entree wordt aan de bovenzijde beëindigd door een gebogen vlak, dat is voorzien van een geprofileerde lijst en versieringen met florale motieven. Deze travee, waarin op de eerste verdieping een tweedelig venster met bovenlichten is geplaatst, wordt gesloten door een fries van uitgemetselde bakstenen, een rechte kroonlijst en daarboven een brede houten bakgoot, die rust op bewerkte houten consoles.
In de achtergevel van het pand bevinden zich een serre en daarboven een balkon, die zijn uitgevoerd op identieke wijze als die aan de voorzijde. Deze serre en de eveneens aan de achterzijde van het pand gelegen keuken zijn in 1939 intern gewijzigd. Een kleine uitbouw aan de keuken is van latere datum. Langs de noordgevel van het pand loopt een smalle gang. De inwendige structuur van het pand is redelijk bewaard gebleven. Het heeft een groot houten trappenhuis.

### Waardering
Het pand is aangewezen als gemeentelijk monument, onder meer "vanwege zijn stedenbouwkundige waarden, tot uiting komend in de rooilijnsprong ter plaatse die herinnert aan de 18de eeuwse boerderij die hiervoor op deze plek heeft gestaan", vanwege "de esthetische kwaliteiten van het ontwerp" en "vanwege de zeldzaamheid van de voorgevel door de architectuur in Berlagiaanse trant, de rijke kunstzandstenen decoraties en omlijstingen van deur- en gevelopeningen." Ook wordt het gezien als "een vrij zeldzaam voorbeeld in de stad Groningen van een fabrikantenwoonhuis uit de periode kort voor de Eerste Wereldoorlog."